# 제64회 영국 아카데미 영화상
제64회 영국 아카데미 영화상은 2010년의 최고의 영화를 기리기 위해 2011년 2월 13일에 열린 시상식이다. 영국 런던 로열 오페라하우스에서 개최되었다.

## 수상 및 후보

### 작품상
- 킹스 스피치 - 이에인 캐닝 외 2명 수상
- 블랙 스완 - 마이크 메다보이 외 2명
- 인셉션 - 엠마 토머스 외 1명
- 소셜 네트워크 - 스콧 루딘 외 3명
- 더 브레이브 - 스콧 루딘

### 작품상(영국)
- 킹스 스피치 - 톰 후퍼 수상
- 127 시간 - 대니 보일
- 어나더 이어 - 마이크 리
- 포 라이온스 - 크리스토퍼 모리스
- 메이드 인 다겐함 - 나이젤 콜

### 감독상
- 소셜 네트워크 - 데이빗 핀처 수상
- 127 시간 - 대니 보일
- 블랙 스완 - 대런 아로노프스키
- 인셉션 - 크리스토퍼 놀란
- 킹스 스피치 - 톰 후퍼

### 남우주연상
- 킹스 스피치 - 콜린 퍼스 수상
- 비우티풀 - 하비에르 바르뎀
- 더 브레이브 - 제프 브리지스
- 소셜 네트워크 - 제시 아이젠버그
- 127 시간 - 제임스 프랭코

### 여우주연상
- 블랙 스완 - 나탈리 포트만 수상
- 에브리바디 올라잇 - 아네트 베닝
- 에브리바디 올라잇 - 줄리안 무어
- 밀레니엄 제1부 - 여자를 증오한 남자들 - 누미 라파스
- 더 브레이브 - 헤일리 스테인펠드

### 남우조연상
- 킹스 스피치 - 제프리 러쉬 수상
- 소셜 네트워크 - 앤드류 가필드
- 파이터 - 크리스찬 베일
- 타운 - 피트 포스틀스웨이트
- 에브리바디 올라잇 - 마크 러팔로

### 여우조연상
- 킹스 스피치 - 헬레나 본햄 카터 수상
- 파이터 - 에이미 아담스
- 블랙 스완 - 바바라 허쉬
- 어나더 이어 - 레슬리 맨빌
- 메이드 인 다겐함 - 미란다 리처드슨

### 각본상
- 킹스 스피치 - 데이빗 세이들러 수상
- 블랙 스완 - 마크 헤이먼 외 2명
- 파이터 - 스콧 실버
- 인셉션 - 크리스토퍼 놀란
- 에브리바디 올라잇 - 리사 촐로덴코

### 각본상(영국)
- 포 라이온스 - 크리스토퍼 모리스 수상
- 아버 - 클라이오 바나드
- 엑시트 스루 더 기프트 샵 - 뱅크시
- 괴물들 - 가렛 에드워즈
- 해골을 청소해 드립니다 - 닉 휘트필드

### 각색상
- 소셜 네트워크 - 아론 소킨 수상
- 127 시간 - 대니 보일
- 드래곤 문신의 소녀 - Rasmus Heisterberg 외 1명
- 토이 스토리 3 - 마이클 안트
- 더 브레이브 - 조엘 코언 외 1명

### 편집상
- 소셜 네트워크 - 엥거스 월 외 1명 수상
- 127 시간 - 존 해리스
- 블랙 스완 - 앤드류 웨이스브럼
- 인셉션 - 리 스미스
- 킹스 스피치 - 터릭 앤워

### 촬영상
- 더 브레이브 - 로저 디킨스 수상
- 127 시간 - 안소니 도드 맨틀
- 블랙 스완 - 매튜 리바티크
- 인셉션 - 월리 피스터
- 킹스 스피치 - 대니 코언

### 음악상
- 킹스 스피치 - 알렉상드르 데스플라 수상
- 127 시간 - A.R 라흐만
- 이상한 나라의 앨리스 - 대니 엘프만
- 드래곤 길들이기 - 존 파월
- 인셉션 - 한스 짐머

### 음향상
- 인셉션 - 리처드 킹 외 3명 수상
- 127 시간 - 이안 탭 외 4명
- 블랙 스완 - Ken Ishii 외 3명
- 킹스 스피치 - John Midgley 외 3명
- 더 브레이브 - 피터 F. 커랜드 외 4명

### 의상상
- 이상한 나라의 앨리스 - 콜린 앳우드 수상
- 블랙 스완 - 에이미 웨스트콧
- 킹스 스피치 - 제니 비번
- 메이드 인 다겐함 - 루이즈 스텐스워드
- 더 브레이브 - 메리 조프레즈

### 분장상
- 이상한 나라의 앨리스 - Paul Gooch 외 1명 수상
- 블랙 스완 - Judy Chin 외 1명
- 해리 포터와 죽음의 성물 - 1부 - Lisa Tomblin 외 1명
- 킹스 스피치 - Frances Hannon
- 메이드 인 다겐함 - Lizzie Yianni Georgiou

### 특수시각효과상
- 인셉션 - 크리스 코보울드 수상
- 이상한 나라의 앨리스 - Carey Villegas 외 3명
- 블랙 스완 - Dan Schrecker
- 해리 포터와 죽음의 성물 - 1부 - Tim Burke 외 3명
- 토이 스토리 3 - David Ryu 외 2명

### 프로덕션디자인상
- 인셉션 - 래리 디아스 수상
- 이상한 나라의 앨리스 - 로버트 스트롬버그 외 1명
- 블랙 스완 - 토라 피터슨 외 1명
- 킹스 스피치 - 이브 스튜어트
- 더 브레이브 - 제스 곤처 외 1명

### 외국어영화상
- 드래곤 문신의 소녀 - Søren Stærmose 외 1명 수상
- 비우티풀 - 알레한드로 곤잘레스 이냐리투
- 아이 엠 러브 - 루카 구아다그니노
- 신과 인간 - 자비에 보브와 외 2명
- 엘 시크레토: 비밀의 눈동자 - Mariela Besuievsky 외 1명

### 단편애니메이션작품상
- 이글맨 스택 - 마이클 프리즈 수상
- MATTER FISHER - David Prosser
- THURSDAY - Matthias Hoegg

### 장편애니메이션작품상
- 토이 스토리 3 - 리 언크리치 수상
- 슈퍼배드 - 크리스 리노드 외 1명
- 드래곤 길들이기 - 크리스 샌더스

### 단편영화작품상
- 언틸 더 리버 런스 레드 - 폴 라이트 외 1명 수상
- 커넥트 - 사무엘 에이브러햄스 외 1명
- 린 - 피어스 톰슨
- 라이트 - 마이클 피어스
- 터닝 - 카르니 아리엘리

## 같이 보기
- 제83회 아카데미상
- 제36회 세자르상
- 제63회 미국 감독 조합상
- 제24회 유럽 영화상
- 제68회 골든 글로브상
- 제31회 골든 래즈베리상
- 제17회 미국 배우 조합상
- 제63회 미국 작가 조합상